# 윌리엄 타누이
윌리엄 키프타루스 타누이(William Kiptarus Tanui, 1964년 2월 22일 ~ )는 전 케냐의 육상 선수로, 1992년 바르셀로나 올림픽 800m 우승자이다.
사우스 난디 구역의 테리크 소재지에서 태어났다. 1989년에 케냐 코먼웰스 게임 대표 선발전에서 1500m를 우승하였으나, 이듬해 오클랜드에서 열린 코먼웰스 게임에서 6위로 오고 말았다. 이듬해 카이로에서 열린 올아프리카 경기에서 800m를 우승하였다.
타누이의 위대한 순간이 바르셀로나 올림픽에 다가왔다. 800m 결승전에서 외부에 뛰어들었는데, 사실 동료 선수 닉슨 키프로티치를 좁은 차이로 꺾으면서 3번의 레인에서 완료하여 금메달을 획득하였다.
1993년 세계 육상 선수권 대회에서 7위를 하면서 타이틀 유지에 실패하였다. 자신의 경력 후기에 타누이는 1500m에 더욱 집중하였으며, 1996년 애틀랜타 올림픽에서 5위를 하였다. 세계 실내 육상 선수권 대회에서는 1997년과 1999년 각각 1500m 3위와 4위를 하였다. 현재는 청소년들 사이에 스포츠 프로그램을 향상시키는 테리크 공동체를 위한 지원자로 있다.